# Río San Pablo
El río San Pablo es un río ubicado al centro de la provincia de Veraguas, Panamá. Recorre los distritos de Cañazas, La Mesa, Soná y Montijo, desembocando en el golfo de Montijo, en el Océano Pacífico.
Tiene una longitud de 148 km y su cuenca hidrográfica se extiende por 2453 km², e incluye varios afluentes ubicados en la provincia de Veraguas y en la comarca Ngäbe-Buglé como el río Cobre y el río Cañazas.